# Dohol

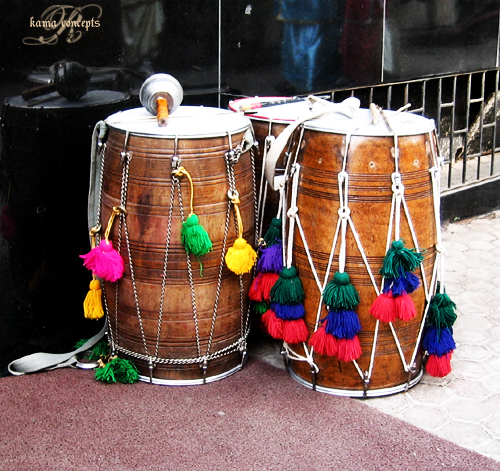
Dos doholes.

El dohol es un tambor cilíndrico de dos parches de piel. Normalmente se percute uno de ellos con una baqueta doblada en la punta, y el otro con un baqueta delgada, aunque también se toca con las manos. Es el acompañamiento de la sorna, oboe persa. Se toca también en Afganistán, y, con la zurna, en el Kurdistán.